# 鮑里西夫卡 (別爾哥羅德-德涅斯特羅夫斯基區)
45°47′23″N 29°38′15″E / 45.78972°N 29.63750°E

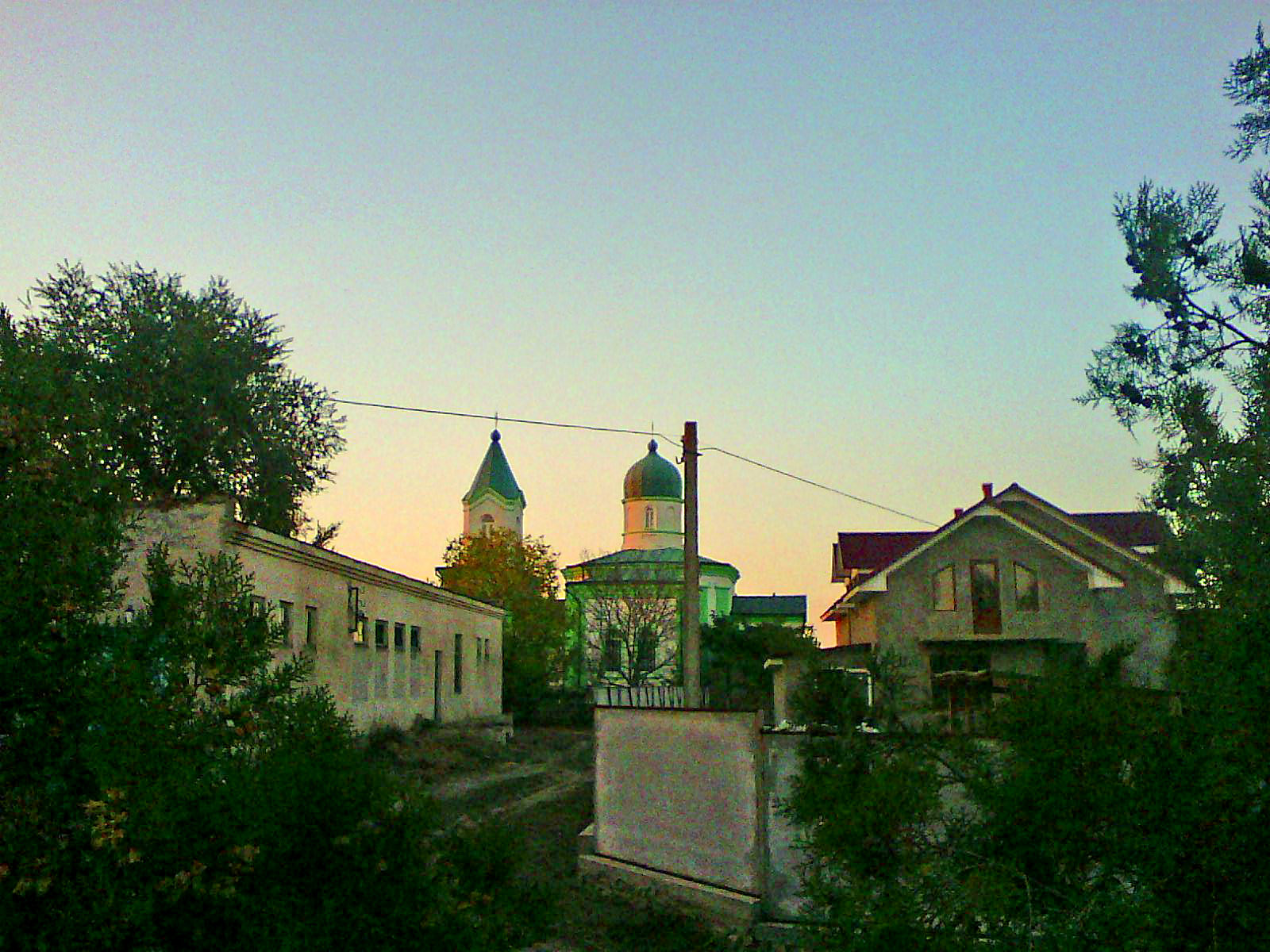

鲍里西夫卡（烏克蘭語：Борисівка）是位於烏克蘭西南部的村莊，由敖德萨州裡比爾霍羅德-德涅斯特羅夫斯基區的韃靼布納雷市鎮負責管轄。該村始建於1822年，面積1.55平方公里，海拔高度27米，2001年人口1,803，人口密度每平方公里1,163人。